# Mansfield (Ohio)
Mansfield è una città degli Stati Uniti d'America, capoluogo della contea di Richland, nello Stato dell'Ohio.
Deve il suo nome all'omonima cittadina del Nottinghamshire, in Inghilterra.